# Rangapuram Khandrika
Rangapuram Khandrika ou Agraharam, est un village du district d'Eluru dans l'État d'Andhra Pradesh en Inde. 
Selon le recensement de l'Inde de 2011, la localité compte une population de 471 habitants.